# 丸亀市民会館
丸亀市民会館（まるがめしみんかいかん）は、かつて香川県丸亀市に存在していた香川県中讃地区最大の多目的ホールである。大ホール（固定席1,302席、車椅子席4席）、中ホールなどが存在する。丸亀城の北側にあった。

## 概要
1969年5月開館。旧丸亀市制70周年記念事業として整備された。大ホール、会議室、調理室、結婚式場、食堂などを設置。
市民の文化・芸術の中心地として親しまれ、学校の発表会や美空ひばりなどスターのコンサート、歌舞伎の公演など様々なイベントが開催された。
2016年に閉館する事が発表され、2017年3月31日に閉館した。現在は解体済みで、跡地には丸亀市役所・丸亀市市民交流活動センター マルタスが建設されている。

## 交通
- JR四国 丸亀駅下車徒歩10分。